# Oddelek za biologijo, Biotehniška fakulteta v Ljubljani
Oddelek za biologijo je eden od oddelkov Biotehniške fakultete Univerze v Ljubljani v Biološkem središču ob levem bregu Glinščice na Večni poti v Ljubljani, nasproti Živalskega vrta, nekoliko odmaknjen od preostalega kompleksa Biotehniške fakultete.
Trenutni prodekan za biologijo Biotehniške fakultete je Marko Kreft.

## Študijski proces
Na Oddelku za biologijo se izvajajo naslednji študijski programi:
- Dodiplomski univerzitetni študij:
  - biologija, ki vsako leto sprejme 70 študentov
  - dvopredmetni program za učitelje biologije z vezavami (kemija, gospodinjstvo) skupaj s Pedagoško fakulteto
  - študij mikrobiologije v sklopu Oddelka za mikrobiologijo na Biotehniški fakulteti
- Sodelovanje v dodiplomskih univerzitetnih programih drugih fakultet:
  - biokemija na Fakulteti za kemijo in kemijsko tehnologijo
  - vodarstvo in komunalno inženirstvo na Fakulteti za gradbeništvo in geodezijo
  - znanost o okolju na Univerzi v Novi Gorici
  - psihologija na Filozofski fakulteti
- Podiplomski študijski programi (magisterij ali doktorat znanosti):
  - Bolonjski drugostopenjski študij Molekulske in funkcionalne biologije, Ekologije in biodiverzitete in Biološkega izobraževanja.
  - podiplomski študij Bioznanosti
  - biomedicina
  - varstvo okolja
  - (nekdanji: antropologija: skupaj s FDV)

## Zgodovina
Svoj začetek ima v Botaničnem in Zoološkem inštitutu leta 1919 ustanovljene Filozofske fakultete, pod okrilje botaničnega inštituta pa je takrat prešel še starejši botanični vrt v Ljubljani. Leta 1947 so ustanovili tudi antropološki inštitut. Tako je nastal biološki oddelek, ki je deloval znotraj takratne Prirodoslovno-matematično-filozofske fakultete, v okviru tega pa sta kmalu začeli delovati še skupini za rastlinsko in živalsko fiziologijo. Od Prirodoslovno-matematično-filozofske fakultete je po nekaj letih organizacijskih sprememb ostala Naravoslovna fakulteta, ko pa se je leta 1960 tudi ta preoblikovala, so Oddelek za biologijo pripojili takratni Fakulteti za agronomijo, gozdarstvo in veterinarstvo. Ta se je leto kasneje preimenovala v Biotehniško fakulteto, del katere je Oddelek še danes.
Oddelek za biologijo je dolga leta doživljal prostorsko stisko, saj so bili zaradi razvoja novih disciplin in ustanavljanja novih raziskovalnih skupin skupni prostori z Inštitutom za biologijo Univerze premajhni. Leta 1993 se je skupaj z Inštitutom, ki se je medtem preimenoval v Nacionalni inštitut za biologijo, preselil v novozgrajeno biološko središče na Večni poti, leta 2023 pa se je Nacionalni inštitut za biologijo preselil v novozgrajeno sosednje Biotehnološko stičišče. 

## Organizacija
Pedagoško in raziskovalno delo na Oddelku za biologijo je organizirano v sklopu šestih kateder
- Katedra za biokemijo
- Katedra za botaniko in fiziologijo rastlin
- Katedra za ekologijo in varstvo okolja
- Katedra za fiziologijo, antropologijo in etologijo
- Katedra za molekularno genetiko in biologijo mikroorganizmov
- Katedra za zoologijo

Poleg tega na fakulteti delujejo še organizacijske skupine:
- Delovna skupina za biološko izobraževanje
- Center za čebelarstvo Biotehniške fakultete
- Center za speleobiološke raziskave Univerze v Ljubljani Biotehniške fakultete v Postojnski jami
- Tajništvo Oddelka za biologijo

V okviru Oddelka za biologijo delujejo tudi herbarij, zoološka in mikrobiološka zbirka, vse med najpomembnejšimi tovrstnimi zbirkami v Sloveniji, ter biološka knjižnica. Študentje biologije in sorodnih področij so organizirani v Društvo študentov biologije, ustanovljeno leta 1996.